# 世界工会联合会
世界工会联合会（英語：World Federation of Trade Unions），简称世界工联（WFTU），1945年成立，前身是1919年成立的国际工会联合会。成立后不久，歐美國家的工会组织因為冷戰大量退出，世界工联遂開始由蘇聯主導。苏东剧变后，世界工联發展為主要在第三世界活动的勞工權益組織。

## 歷史
创建时有51个国家参加了世界工联第一次代表大会。曾經是当时世界各国的主要工会组织，除美国劳工联合会外，一度都是其会员。
1948年起好景不常，西方国家工会以世界工联拒绝马歇尔计划为由退出，并于1949年12月在伦敦成立国际自由工会联合会。於是乎冷战时期，该组织被公认是苏联主导下的国际劳工组织。
不過並不是所有社會主義國家都認可，南斯拉夫和中国的工会组织曾由于与苏联的意识形态冲突而先后退出该组织。而且世界工联在东欧剧变和苏联解体后的20年间影响力急剧下降。东欧国家工会纷纷加入了国际自由工会联合会。
2005年，世界工联哈瓦那大会选出了新的领导层，希腊工会活动家、希腊共产党成员乔治·马夫里科斯成为该组织的总书记。2006年，该组织的总部从布拉格迁往雅典，展示了新的面貌。

### 现状
目前，该组织把工作重点放在了第三世界的区域性工会组织，反对帝国主义、种族主义、贫穷、环境退化、资本主义下对工人的剥削，以及保护充分就业、社会安全、健康保护、工会权利。
近年来，世界工联成功吸引欧洲几个重要工会加入，如英国的铁路、海事和运输工人全国联盟，意大利的基层工团联盟，法国的农业食品和林业全国联合会、化学工业全国联合会。

## 成员

### 欧洲
- 俄羅斯 俄罗斯工会联盟
- 英国 铁路、海事和运输工人全国联盟
- 法國 农业食品和林业全国联合会（英语：National Federation of Agri-Food and Forestry）
- 法國 化学工业全国联合会（英语：National Federation of Chemical Industries）
- 摩納哥 摩纳哥工会联盟（英语：Union of Trade Unions of Monaco）
- 西班牙 工人工团协调
- 西班牙 阶级工团协调
  -  加泰罗尼亚 工团间—CSC（英语：Intersindical-CSC）
  -  巴斯克 民族主义工人委员会（英语：LAB (Basque union)）
  -  加利西亞 加利西亚工团间联盟
  -   加那利群岛工团工人阵线
- 葡萄牙 葡萄牙总工会—全国工团
- 義大利 基层工团联盟（意大利语：Unione Sindacale di Base）
- 塞爾維亞 塞尔维亚联合工会“团结”
- 希腊 全体工人战斗阵线

### 亚洲
- 朝鲜职业总同盟
- 越南 越南劳动总联合会
- 老挝工会联合会
- 菲律賓 五月一日运动
- 印度尼西亞 印度尼西亚工会联盟大会（英语：KASBI）
- 印度 全印工会大会
- 印度 印度工会中心
- 印度 全印工会中央理事会
- 孟加拉国工会中心
- 全国工人联合会
- 社会主义工人阵线
- 伊朗 工人之家（英语：Workers' House）
- 巴勒斯坦 巴勒斯坦工人总联盟
- 賽普勒斯 泛塞浦路斯劳工联合会
- 土耳其 土耳其革命工会联盟

### 非洲
- 南非 南非工会大会

### 美洲
- 美国 劳工联合教育联盟
- 古巴 古巴工人中央工会
- 厄瓜多尔工人联盟
- 秘魯 秘鲁总工会
- 玻利维亚 玻利维亚工人中心（英语：Bolivian Workers' Center）
- 巴西 阶级主义团结
- 巴西 巴西工人和女工中央

### 国际性工会组织
- 世界教师工会联合会
- 建筑、木材、建筑材料和相关工业工会国际（英语：Trade Union International of Building, Wood, Building Materials and Allied Industries）
- 公共服务和相关工会国际（英语：Trade Union International Public Service and Allied）
- 运输工人工会国际（英语：Trade Union International of Transport Workers）
- 化学、能源、金属、石油和相关工业工会国际（英语：Trade Union International of Chemical, Energy, Metal, Oil and Allied Industries）
- 采矿、冶金和金属工业工人工会国际（英语：Trade Union International of Workers in the Mining, the Metallurgy and the Metal Industries）
- 农业食品、食品、商业、纺织和相关工业工会国际（英语：Trade Union International of Agroalimentary, Food, Commerce, Textile & Allied Industries）
- 旅游和酒店工人工会国际（英语：Trade Union International of Workers in Tourism and Hotels）
- 银行、保险和金融联盟雇员工会国际（英语：Trade Union International of Banks, Insurance and Financial Unions Employees）
- 养老金领取者和退休人员工会国际（英语：Trade Union International of Pensioners and Retired Persons）
- 纺织-服装-皮革工会国际（英语：Trade Union International of Textile-Garment-Leather）

## 与中国工会关系

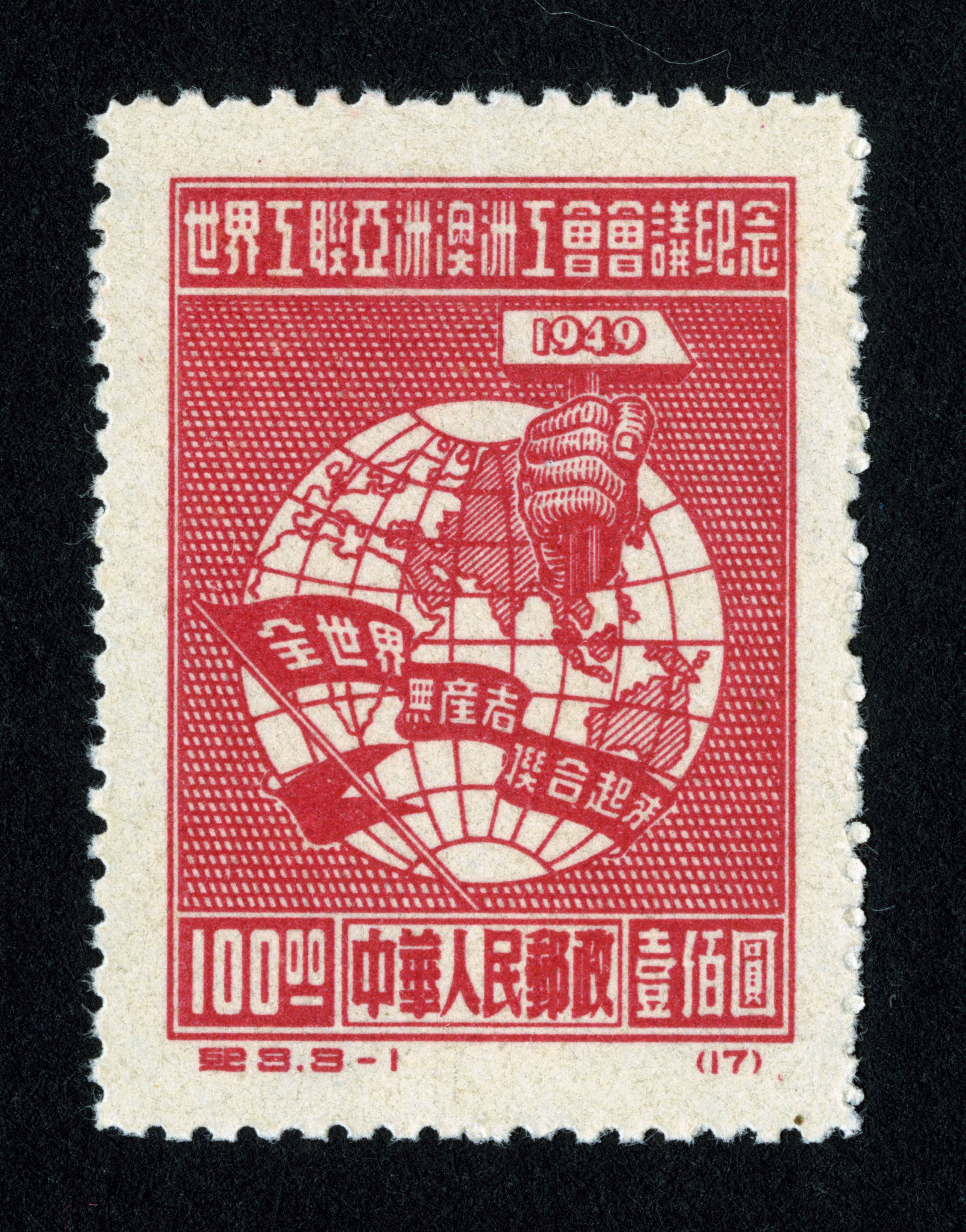
世界工联亚洲澳洲工会会议纪念邮票

中华全国总工会是世界工联创始成员之一。1966年，因受中苏交恶影响，双方断绝关系。1990年，中华全国总工会以观察员身份出席世界工联大会。目前，双方保持“友好关系”。

### 引用
1. ↑  Richard Felix Staar, Foreign policies of the Soviet Union （页面存档备份，存于）, Hoover Press, 1991, ISBN 0-8179-9102-6, p.84